# Dark (игра)
DARK — видеоигра, разработанная в 2013 году компанией Realmforge Studios для Microsoft Windows и Xbox 360. Игра представляет собой боевик с элементами ролевой игры и стелс-экшена. Главный герой по имени Эрик Бейн, страдающий амнезией, сражается со своими вампирами-коллегами и пытается вспомнить своё прошлое.

## Отзывы и продажи
| Сводный рейтинг | Сводный рейтинг |
| Агрегатор       | Оценка          |
| --------------- | --------------- |
| GameRankings    | 39,93 %         |

Летом 2018 года, благодаря уязвимости в защите Steam Web API, стало известно, что точное количество пользователей сервиса Steam, которые играли в игру хотя бы один раз, составляет 79 909 человек.